# Eupithecia ensifera
Eupithecia ensifera es una especie de polilla de la familia Geometridae. La especie fue descrita por primera vez por Mironov y Galsworthy, habiendo sido descrita en 2004, con distribución en China. Es una polilla de color marrón pálido con una envergadura es de unos 22 milímetros (0,9 plg). 
Esta especie solo ha sido descrita en la provincia de Qinghai. El holotipo fue descrito en los alrededores de Maixiu, a una altitud de 2950 metros (9678,5 pies) sobre el nivel del mar.